# Piper (film 2007)
Piper è un film televisivo italiano, trasmesso in prima visione su Canale 5 nel 2007.

## Il film
Questo film TV è diretto da Carlo Vanzina ed è ambientato negli anni sessanta, a Roma, nei giorni precedenti all'apertura dello storico locale Piper Club, punto di ritrovo della borghesia capitolina.
I protagonisti sono Massimo Ghini, Anna Falchi, Maurizio Mattioli, Martina Stella, Matteo Branciamore e Carol Alt.
Il film ha ispirato una omonima miniserie televisiva che è andata in onda nel 2009 sempre su Canale 5.

## Trama
Roma, 1965. L'apertura del locale Piper Club è imminente; tutti cercano di procurarsi i biglietti. Milena, una giovane ragazza veneziana, scappa di casa per inseguire il suo grande sogno di diventare una cantante. Arriva a Roma e conosce Mary, la quale la introduce nell'ambiente romano e diventa sua amica. Milena fa conoscenza del gruppo musicale I Demoni, il cui leader è Mario. Chi la sente cantare capisce che Milena ha un grande talento per il canto e che può diventare una star musicale. La ragazza entra a far parte de I Demoni, ma il padre di Mario, Aldo Proietti, un tassista un po' all'antica, è contrario al fatto che suo figlio abbia scelto di fare il musicista e lo ostacola in ogni modo.
Nel frattempo, il giornalista comunista Roberto Benetti è intenzionato a far cadere il governo, ma il suo direttore gli ordina di non occuparsi più di politica ma di cronaca. Roberto, così, inizia a raccogliere informazioni sull'apertura del Piper Club. Tuttavia, la sua amica marchesa Cafiero gli rivela che un'attrice bellissima ma poco conosciuta, che si fa chiamare Sabrina May, è l'amante di un ministro. La rintraccia e inizia a frequentarla con la scusa di un'intervista per scoprire chi è il suo amante e per poi realizzare un grande scoop. L'amante di Sabrina è l'onorevole Salvatore De Vito. Lo scandalo che potrebbe scoppiare è di dimensioni enormi, ma Roberto è confuso perché si è innamorato di Sabrina.
Il gruppo di ragazzi e ragazze frequenta abitualmente il bar Tortuga e proprio lì, una sera, arriva la polizia per dei controlli. Mario, Milena, Raniero e Bimba vengono fermati per possesso di droga, ma il commissario, che è anche il padre di Bimba, mette tutto a tacere dopo aver avvisato tutti gli altri genitori.
Roberto, che non ha mai smesso di indagare sulla relazione extraconiugale dell'onorevole, grazie alla collaborazione di un paparazzo ha realizzato le foto di lui con Sabrina. Queste potrebbero far fare un salto di qualità alla propria carriera, ma ormai è innamorato di Sabrina e decide di rinunciare a tutto e consegnare le foto alla ragazza per conquistarla.
Intanto, la marchesa Cafiero è preoccupata per suo figlio Raniero che, anziché rivendicare le sue origini nobili, vive come un normale ragazzo della sua età. Il giovane è molto amico di Milena e di Mario, e cerca di aiutarli a sfondare nel campo della musica. Una sera il ragazzo ospita Milena perché non sa dove andare; la madre li trova a letto insieme e ne è felice, ma l'indomani Raniero rivela alle madri di entrambi di essere omosessuale.
Apre finalmente il Piper. All'inaugurazione, dove grazie alla marchesa sono presenti tutti gli amici del figlio, si esibiscono, per una fortunata sostituzione, i Demoni inclusa Milena che realizzano così il loro sogno di esibirsi in un locale importante e provare a "sfondare". Nel frattempo, Roberto e Sabrina, entrambi innamorati, si dirigono verso casa di lei per ufficializzare il fidanzamento.

## Ascolti
Il film ha avuto un discreto successo su Canale 5. Trasmesso in prima visione TV il 10 maggio del 2007 in prima serata, è stato seguito, secondo i dati Auditel, da 5.149.000 telespettatori, con il 22,06% di share.